# Коса (Ростовская область)
Коса — хутор в Азовском районе Ростовской области.
Входит в состав Елизаветинского сельского поселения.

## География
Расположен в 5 км севернее районного центра — города Азов, на правом берегу Дона, в окрестностях Ростова-на-Дону.
В 2015 году впервые за всю историю существования хутора был построен мост через реку Казачий Ерик.

### Улицы
| - ул. Калинина, - ул. Комсомольская, - ул. Ленина, - ул. Советская, - ул. Учительская, - ул. Школьная. | - пер. Донской, - пер. Западный, - пер. Кооперативный, - пер. Мира, - пер. Садовый, |

## Население
| 1989 | 2002 | 2010 |
| ---- | ---- | ---- |
| 210  | ↘167 | ↘133 |